# Primera División de Macedonia 2015-16
La Primera División de Macedonia 2015-16 es la 24.ª temporada de la Primera División de Macedonia. La temporada comenzó el 9 de agosto de 2015 y finalizó el 19 de mayo de 2016. Vardar conquistó su décimo título de liga

## Ascensos y descensos
| Pos. | de la Primera División de Macedonia 2014-15 |
| ---- | ------------------------------------------- |
| 11.º | Pelister                                    |
| 12.º | Teteks                                      |

| Pos. | de la Segunda Liga de Macedonia 2014-15 |
| ---- | --------------------------------------- |
| 1.º  | Shkupi                                  |
| 2.º  | Mladost                                 |

## Equipos participantes
| Club       | Ciudad    | Estadio                  | Capacidad |
| ---------- | --------- | ------------------------ | --------- |
| Bregalnica | Štip      | Gradski stadion Štip     | 4.000     |
| Metalurg   | Skopje    | Stadion Železarnica      | 3.000     |
| Mladost    | Ohrid     | Stadion Biljanini Izvori | 2.500     |
| Rabotnički | Skopje    | Filip II de Macedonia    | 33.460    |
| Renova     | Džepčište | Gradski stadion Tetovo   | 15.000    |
| Shkëndija  | Tetovo    | Gradski stadion Tetovo   | 15.000    |
| Shkupi     | Skopie    | Stadion Čair             | 6.000     |
| Sileks     | Kratovo   | Sileks Stadion           | 1.800     |
| Turnovo    | Turnovo   | Stadion Kukuš            | 1.500     |
| Vardar     | Skopje    | Filip II de Macedonia    | 33.460    |

## Formato de competición

### Temporada regular
La primera fase o temporada regular comprende 27 jornadas. En esta fase su formato es de tres rondas entre los 10 equipos, que juegan todos contra todos, en casa y fuera. En la tercera ronda, la localía se determina por sorteo. Cada equipo recibirá tres puntos por partido ganado, un punto en caso de empate, y ninguno si pierde. La tabla de posiciones al final de la temporada regular determina el grupo en el que cada equipo va a jugar en las rondas de campeonato y descenso.

### Segunda fase
La segunda fase es llamada Rondas de Play-off que se divide en dos grupos: Campeonato y Descenso. Los 6 primeros equipos clasificados en la tabla general al término de la temporada regular califican para el ronda de campeonato, mientras que los últimos 4 clasificados entran a la ronda de descenso.
Ronda de campeonato 

En la ronda de campeonato, cada equipo comienza con los mismos registros de la primera fase, los equipos juegan contra todos los demás una sola vez, jugando cinco partidos en esta ronda.

El club con más puntos al término de la ronda de campeonato se proclamará campeón y tiene derecho a disputar la siguiente Liga de Campeones de la UEFA, partiendo de la segunda fase de clasificación. Los equipos que terminen en segundo y tercer lugar disputarán la próxima UEFA Europa League partiendo de la primera ronda preliminar, al igual que el campeón de la Copa de Macedonia.
Ronda de descenso

En la ronda de descenso, igualmente cada equipo comienza con sus registros de la primera fase, los equipos juegan entre sí dos veces con cada equipo jugando seis partidos en esta ronda. 

El equipo que termina en 8° lugar: entra a Play-offs con un equipo de la Segunda Liga para un lugar en la temporada 2016/17 de la Primera División.
Los últimos dos equipos descienden automáticamente a la Segunda Liga.

## Temporada regular

### Clasificación
| Pos. | Equipo           | Pts. | PJ | G  | E  | P  | GF | GC | Dif. | Clasificación 2015–16    |
| ---- | ---------------- | ---- | -- | -- | -- | -- | -- | -- | ---- | ------------------------ |
| 1    | Vardar           | 65   | 27 | 20 | 5  | 2  | 59 | 15 | +44  | Ronda por el campeonato  |
| 2    | Shkëndija        | 63   | 27 | 19 | 6  | 2  | 62 | 21 | +41  | Ronda por el campeonato  |
| 3    | Sileks           | 40   | 27 | 11 | 7  | 9  | 32 | 32 | 0    | Ronda por el campeonato  |
| 4    | Shkupi           | 38   | 27 | 9  | 11 | 7  | 28 | 25 | +3   | Ronda por el campeonato  |
| 5    | Rabotnichki      | 36   | 27 | 8  | 12 | 7  | 32 | 26 | +6   | Ronda por el campeonato  |
| 6    | Bregalnica Shtip | 33   | 27 | 9  | 6  | 12 | 38 | 43 | −5   | Ronda por el campeonato  |
| 7    | Turnovo          | 33   | 27 | 8  | 9  | 10 | 32 | 42 | −10  | Ronda por la permanencia |
| 8    | Renova           | 31   | 27 | 8  | 7  | 12 | 33 | 37 | −4   | Ronda por la permanencia |
| 9    | Metalurg         | 16   | 27 | 4  | 4  | 19 | 20 | 48 | −28  | Ronda por la permanencia |
| 10   | Mladost          | 16   | 27 | 5  | 1  | 21 | 18 | 65 | −47  | Ronda por la permanencia |

Actualizado a los partidos jugados el 17 de abril de 2016.
 Fuente: Soccerway

### Resultados cruzados
| Local \ Visitante | BRE | MET | MLA | RAB | REN | SKE | SKU | SIL | TUR | VAR |
| ----------------- | --- | --- | --- | --- | --- | --- | --- | --- | --- | --- |
| Bregalnica Shtip  | —   | 0–2 | 2–3 | 1–0 | 3–2 | 0–2 | 1–2 | 1–1 | 3–0 | 0–2 |
| Metalurg          | 0–3 | —   | 1–2 | 0–0 | 1–0 | 0–3 | 0–1 | 1–3 | 2–2 | 0–1 |
| Mladost           | 1–4 | 1–5 | —   | 0–3 | 2–1 | 1–1 | 0–2 | 3–1 | 2–1 | 0–1 |
| Rabotnichki       | 0–0 | 2–0 | 2–0 | —   | 1–1 | 2–4 | 1–1 | 2–0 | 4–2 | 1–1 |
| Renova            | 1–1 | 2–0 | 1–0 | 3–1 | —   | 0–0 | 1–1 | 2–1 | 5–2 | 0–0 |
| Shkëndija         | 5–1 | 2–0 | 3–1 | 1–1 | 3–1 | —   | 4–1 | 3–1 | 2–2 | 1–3 |
| Shkupi            | 0–0 | 0–0 | 5–0 | 1–1 | 3–0 | 0–2 | —   | 0–0 | 1–1 | 0–3 |
| Sileks            | 1–0 | 3–1 | 3–0 | 0–0 | 1–0 | 3–1 | 1–0 | —   | 1–1 | 0–3 |
| Turnovo           | 2–0 | 1–1 | 1–0 | 2–2 | 4–0 | 0–3 | 0–0 | 0–0 | —   | 2–1 |
| Vardar            | 3–1 | 1–0 | 6–0 | 2–1 | 2–0 | 0–0 | 2–2 | 4–0 | 5–1 | —   |

| Local \ Visitante | BRE | MET | MLA | RAB | REN | SIL | SKE | SKU | TUR | VAR |
| ----------------- | --- | --- | --- | --- | --- | --- | --- | --- | --- | --- |
| Bregalnica Shtip  | —   | 4–1 | —   | 2–1 | —   | —   | 0–3 | —   | 2–0 | —   |
| Metalurg          | —   | —   | 2–0 | 1–2 | —   | —   | 0–4 | —   | 0–1 | —   |
| Mladost           | 0–5 | —   | —   | —   | —   | 0–1 | —   | 0–1 | —   | 0–3 |
| Rabotnichki       | —   | —   | 2–1 | —   | 0–0 | —   | 0–1 | 1–1 | 2–0 | —   |
| Renova            | 3–0 | 4–1 | 3–0 | —   | —   | —   | —   | —   | 1–1 | —   |
| Shkupi            | 2–2 | 3–0 | —   | 0–0 | 1–0 | —   | —   | —   | —   | 3–1 |
| Sileks            | —   | —   | 2–0 | —   | 3–1 | 3–1 | —   | 3–1 | 2–0 | —   |
| Shkëndija         | 2–2 | 1–0 | —   | —   | 1–0 | 1–0 | —   | —   | —   | 0–1 |
| Turnovo           | —   | —   | 3–1 | —   | —   | 2–1 | —   | 1–0 | —   | 0–1 |
| Vardar            | 4–0 | 2–1 | —   | 1–0 | 4–1 | —   | 1–1 | —   | —   | —   |

## Ronda por el campeonato

### Clasificación
| Pos. | Equipo           | Pts. | PJ | G  | E  | P  | GF | GC | Dif. | Clasificación 2016–17                 |
| ---- | ---------------- | ---- | -- | -- | -- | -- | -- | -- | ---- | ------------------------------------- |
| 1    | Vardar (C)       | 80   | 32 | 25 | 5  | 2  | 67 | 17 | +50  | Segunda ronda de la Liga de Campeones |
| 2    | Shkëndija        | 75   | 32 | 23 | 6  | 3  | 74 | 24 | +50  | Primera ronda de la Liga Europea      |
| 3    | Sileks           | 44   | 32 | 12 | 8  | 12 | 35 | 40 | −5   | Primera ronda de la Liga Europea      |
| 4    | Rabotnichki      | 43   | 32 | 10 | 13 | 9  | 36 | 30 | +6   | Primera ronda de la Liga Europea      |
| 5    | Bregalnica Shtip | 38   | 32 | 10 | 8  | 14 | 42 | 49 | −7   |                                       |
| 6    | Shkupi           | 38   | 32 | 9  | 11 | 12 | 29 | 34 | −5   |                                       |

Actualizado a los partidos jugados el 19 de mayo de 2016.
 Fuente: Soccerway
Notas:
1. ↑  Tras ganar la Copa de Macedonia, el Shkëndija obtuvo un cupo para la primera ronda de la Liga Europea 2016-17, pero al ya encontrarse clasificado a la misma por su posición de liga, el cupo pasa al cuarto clasificado.

### Resultados cruzados
| Local \ Visitante | BRE | RAB | SIL | SKE | SKU | VAR |
| ----------------- | --- | --- | --- | --- | --- | --- |
| Bregalnica Shtip  | —   | 0–0 | —   | —   | 2–0 | —   |
| Rabotnichki       | —   | —   | 2–0 | —   | —   | 0–1 |
| Sileks            | 1–1 | —   | —   | —   | 1–0 | 1–2 |
| Shkëndija         | 3–0 | 3–1 | 3–0 | —   | —   | —   |
| Shkupi            | —   | 0–1 | —   | 1–3 | —   | —   |
| Vardar            | 2–1 | —   | —   | 1–0 | 2–0 | —   |

## Ronda por la permanencia

### Clasificación
| Pos. | Equipo   | Pts. | PJ | G  | E  | P  | GF | GC | Dif. | Clasificación 2016–17                          |
| ---- | -------- | ---- | -- | -- | -- | -- | -- | -- | ---- | ---------------------------------------------- |
| 1    | Renova   | 47   | 33 | 13 | 8  | 12 | 49 | 42 | +7   |                                                |
| 2    | Turnovo  | 46   | 33 | 12 | 10 | 11 | 45 | 43 | +2   | Promoción por la permanencia                   |
| 3    | Metalurg | 19   | 33 | 5  | 4  | 24 | 27 | 66 | −39  | Descenso a Segunda Liga de Macedonia del Norte |
| 4    | Mladost  | 19   | 33 | 6  | 1  | 26 | 22 | 81 | −59  | Descenso a Segunda Liga de Macedonia del Norte |

Actualizado a los partidos jugados el 15 de abril de 2016.
 Fuente: Soccerway

### Resultados cruzados
| Local \ Visitante | MET | MLA | REN | TUR |
| ----------------- | --- | --- | --- | --- |
| Metalurg          | —   | 4–0 | 2–4 | 0–4 |
| Mladost           | 2–0 | —   | 0–4 | 0–2 |
| Renova            | 3–1 | 4–2 | —   | 1–0 |
| Turnovo           | 5–0 | 2–0 | 0–0 | —   |

## Promoción por la permanencia
Fue disputado en partidos de ida y vuelta entre el 8.ª Clasificado de la Tabla Acumulada y el Tercero de la Segunda Liga de Macedonia 2015-16.
| Equipo 1 | Agr. | Equipo 2 | Ida | Vuelta |
| -------- | ---- | -------- | --- | ------ |
| Turnovo  | 1–3  | Pelister | 1–2 | 0–1    |

## Máximos Goleadores
| Pos. | Jugador          | Club             | Goles |
| ---- | ---------------- | ---------------- | ----- |
| 1    | Besart Ibraimi   | Shkëndija        | 26    |
| 2    | Sashko Pandev    | Horizont Turnovo | 16    |
| 3    | Blazhe Ilijoski  | Rabotnichki      | 13    |
| 4    | Ferhan Hasani    | Shkëndija        | 12    |
| 5    | Igor Nedeljković | Sileks           | 11    |
| 6    | Dejan Blazhevski | Vardar           | 10    |
| 7    | Armend Alimi     | Shkëndija        | 9     |
| 7    | Argjent Gafuri   | Renova           | 9     |
| 7    | Marjan Radeski   | Shkëndija        | 9     |
| 10   | Angel Nacev      | Bregalnica       | 8     |